# 헤레스 DFC
헤레스 DFC(스페인어: Xerez Deportivo Fútbol Club)는 스페인 안달루시아주 카디스도 헤레스데라프론테라를 연고로 하는 축구단이다. 2013년에 헤레스 CD의 경제적 위기로 인해 해체될 위기에 놓이자 헤레스 CD의 팬들이 모여 기존의 구단을 대체하기 위해서 6월 28일에 해당 구단을 창단했다.